# 7. Sinfonie (Prokofjew)
Die Sinfonie Nr. 7 in cis-Moll, Opus 131 (komponiert 1951–1952, uraufgeführt am 11. Oktober 1952 in Moskau) ist die letzte Sinfonie von Sergei Sergejewitsch Prokofjew. In ihr kehrt der Komponist zu der instrumentalen Durchsichtigkeit und der harmonischen Einfachheit der Ersten Sinfonie zurück, obwohl sich das Werk durch seinen märchenhaft-orientalischen Charakter eher an Rimski-Korsakow als an Haydn anlehnt. Der betont melodisch-lyrische Gesamteindruck des Werks und dessen zugängliche Sprache resultieren auch aus der ursprünglichen Erwägung des Komponisten, diese Sinfonie spezifisch für Jugendorchester zu schreiben. Die Sinfonie wurde von Dmitri Schostakowitsch hoch gelobt und 1957 mit dem Leninpreis ausgezeichnet.
Das Werk besteht aus vier Sätzen generell freundlich-verträumten bis heiteren Charakters. Die Gesamtdauer beträgt etwa 30 Minuten.
1. Moderato
2. Allegretto
3. Andante espressivo
4. Vivace